# Aero Commander 500

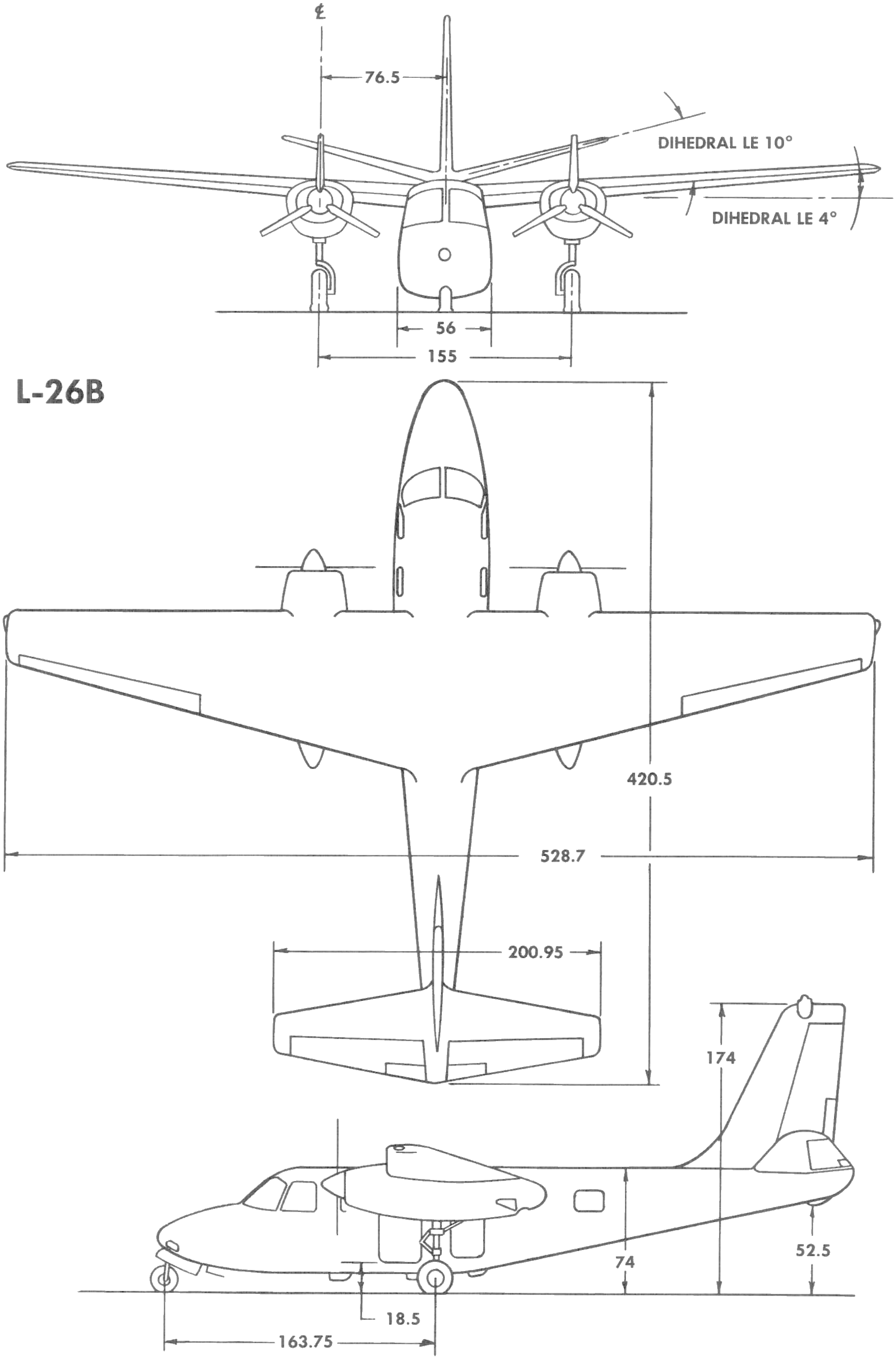
Aero Commander L-26B

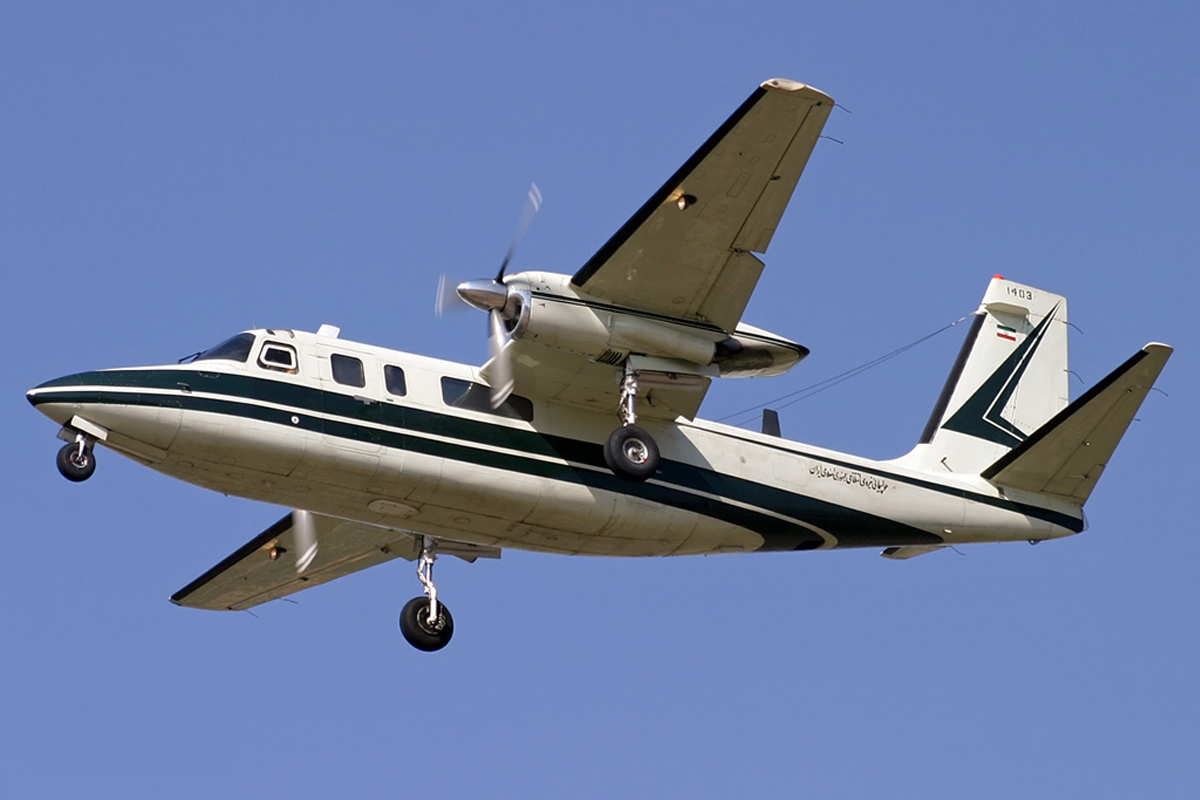
Aero Commander 690 (turboprop-uitvoering)

De  Aero Commander 500 serie is een Amerikaanse familie van tweemotorige hoogdekker passagiers- en vrachtvliegtuigen. Het toestel werd ontwikkeld en geproduceerd door de Aero Design and Engineering Company, later Aero Commander, die in de loop der tijd in handen is geweest van Rockwell International en vervolgens Gulfstream Aerospace. De eerste vlucht vond plaats op 23 april 1948. Tussen 1951 en 1986 zijn er totaal 2902 Aero Commanders geproduceerd.

## Ontwerp en historie
Ontwerper Ted Smith ontwierp de Aero Commander oorspronkelijk als een klein passagiersvliegtuig voor 7 passagiers. Uiteindelijk werd het toestel verkocht als luxe zakenvliegtuig en als multi-purpose toestel voor militaire toepassingen. De eerste type-aanduiding luidde L.3805.
Het tweemotorige hoogdekkertoestel was geheel gebouwd van metaal en had een intrekbaar landingsgestel. Het eerste Commander 520 productiemodel uit 1951 werd voortgedreven door twee zescilinder Lycoming boxermotoren van elk 260 pk (totaal 520 pk). Tussen 1951 en 1986 zijn vele versies van de Aero Commander gebouwd met zowel zuigermotoren als turboprops, en accommodatie voor 5 tot 11 passagiers. Vanaf 1958 was er ook een versie met drukcabine beschikbaar.
De Aero Commander is in gebruik, of in gebruik geweest, bij tientallen civiele en militaire organisaties over de gehele wereld. Daarnaast was het ook een populair zakenvliegtuig.

## Air Force One
Tussen 1956 en 1960 deden twee Aero Commander U-4B vliegtuigen dienst als Air Force One voor president Dwight D. Eisenhower in de bekende witte en blauwe beschildering.

## Problemen met de vleugelligger
Tussen 1961 en 1993 zijn er 24 Aero Commanders gecrasht doordat de ligger in de hoofdvleugel was bezweken door metaalmoeheid. Na diverse inspecties bleken nog eens 35 toestellen scheurtjes in de vleugelligger te hebben.

## Varianten Aero Commander
L.3805
Eerste prototype uit 1948.
520
Eerste productietype uit 1951 met twee Lycoming motoren van 260 pk.
560, 560A, 560E en 560F
Zuigermotor modellen met Lycoming motoren van 270-350 pk. 7 zitplaatsen.
360
Lichtere 560 versie met 2 x 180 pk Lycoming motoren. 4 zitplaatsen.
500 en 500A-500S
Zuigermotor versies met Lycoming motoren van 250-290 pk. 7 zitplaatsen.
680 serie
Serie modellen met zowel zuigermotoren als turboprop motoren (vanaf type 680T).
680E (720 Alticruiser)
Eerste model uit 1958 met drukcabine. Uitgerust met 2 x 340-380 pk Lycoming zuigermotor. 6 zitplaatsen
681-695
Diverse modellen met 2 x 720-820 pk Honeywell TPE331 turboprop aandrijving. 9-11 zitplaatsen.
685
Zuigermotor model uit 1971 met 2 x Lycoming  GTSIO-520 435 pk motoren. 9 zitplaatsen.
L-26 en U-4
Militaire aanduiding van de Aero Commander 500 serie